# Сухтелен, Павел Петрович
Граф Павел Петрович Сухтелен (нидерл. Paul Graaf van Suchtelen; 23 августа [3 сентября] 1788, Санкт-Петербург — 20 марта [1 апреля] 1833, Оренбург) — российский генерал, оренбургский губернатор.
Барон (с 1812), граф (с 1822), генерал-адъютант (с 1828), генерал-лейтенант (с 1826).
Участник войн: коалиционных против Франции 1805—1807 гг., русско-шведской 1808—1809 гг., русско-турецкой 1808—1812 гг., Отечественной 1812 г., заграничных походов русской армии 1813—1815 гг., шведского похода в Норвегию 1815 г., русско-персидской 1826—1828 гг. и русско-турецкой 1828—1829 гг. войн. Почетный член Военно-ученого комитета, основатель музея древностей в Оренбурге. Член Английского королевского географического общества и Королевско-шведской военной академии.

## Биография

### В молодости
Родился в Петербурге 23 августа (3 сентября) 1788 года в семье голландца, Петра Корниловича Сухтелена, перешедшего на русскую службу в чине инженер-полковника (впоследствии он стал инженер-генералом и одним из создателей Генерального штаба), от брака с Эмеренцией Вильгельминой Гартинг. В 1802 году, четырнадцати лет от роду, Павел Сухтелен поступил на военную службу и, благодаря отцу, сразу был определён колонновожатым. В том же 1802 году был произведён в подпоручики квартирмейстерской части, а через год переведён корнетом в Кавалергардский полк.

### В войне против Наполеона
Боевое крещение Павел Сухтелен получил в 1805 году, приняв участие в первом походе против Наполеона в составе 4-го эскадрона своего полка. В исторической битве под Аустерлицем, в которой эскадрон Сухтелена отражал нападение левого крыла французской армии, он был серьёзно ранен сабельным ударом в голову и осколком ядра в правую ногу, а в довершение бед вместе со своим командиром князем Репниным попал в плен.
Наполеон, случайно повстречав пленных, заметил семнадцатилетнего Сухтелена и сказал: «Ого! Так молод и вздумал, потягаться с нами!» На что Сухтелен находчиво возразил известным стихом из трагедии Корнеля «Сид»:

Je suis jeune, il est vrai, 

Mais aux âmes bien nées 

La valeur n’attend pas 

Le nombre des années.

звучащим в переводе примерно так: «Я действительно молод, но молодость не мешает быть храбрым». Ответ понравился Наполеону, и он повелел запечатлеть эту сцену на картине.
В 1806 году, после обмена пленными, Сухтелен возвратился в Россию и за участие в Аустерлицком сражении был награждён золотой шпагой и произведён в поручики, а в 1807 году вновь поступил в действующую армию.
После заключения Тильзитского мира, Павел Сухтелен сопровождал отца в поездках по западной границе России от Балтийского моря до Чёрного, а при вступлении русских войск в Финляндию и при переговорах о сдаче Свеаборга выполнял роль парламентёра, за что был пожалован званием флигель-адъютанта.
Следующие несколько лет Сухтелен провёл в почти беспрерывных сражениях: сначала против шведов, затем в русско-турецкой войне 1809—1812 годов.
Масон, с 1811 г. был членом петербургской ложи «Соединённые друзья», объединявшей российскую военную элиту.
В конце 1811 года ротмистр Сухтелен с дипломатическим поручением был направлен в Лондон, откуда возвратился только зимой 1812 года, когда Наполеон уже отступал к западной границе. Но повоевать он ещё успел — и при Березине, и при взятии Берлина, и в других сражениях. В битве под Зегаузеном (20 февраля 1813 года) Сухтелен был вновь тяжело ранен (в левую руку). Вернувшись после излечения в строй, Сухтелен некоторое время состоял начальником штаба при генерал-лейтенанте графе Вальмодене, затем при графе Витгенштейне, воевал под Дрезденом, Цирной и Лейпцигом. В декабре 1813 года Сухтелен получил в командование Волынский уланский полк и, совершив с ним переход через Рейн, сыграл видную роль при взятии Люттиха и Намюра. 3 февраля 1814 года полк Сухтелена отличился при взятии крепости Суассон. По заключении Парижского мира, Сухтелен был командирован в Швецию, где состоял при штабе наследного принца во время его похода в Норвегию, а затем на Венский конгресс. После пленения Наполеона и ссылки его на остров Св. Елены короткое время управлял Обским департаментом Франции. В Россию Сухтелен вернулся в декабре 1815 года генерал-майором, командиром 1-й бригады 2-й гусарской дивизии, кавалером орденов Св. Анны II степени, Св. Георгия IV степени, Св. Владимира III степени, прусского Красного орла III степени и прусского же «За заслуги», шведского ордена Меча, французского Св. Людовика.

### Персидская и Турецкая война
В начале царствования Николая I Сухтелен был определён на пост генерал-квартирмейстера Главного штаба, а когда началась война с Персией (1826—1828) был произведен в генерал-лейтенанты и занял должность начальника штаба Отдельного Кавказского корпуса. Был при осаде и взятии крепостей Аббас-Аббад и Сардар-Аббад, при осаде и взятии Эривани принимал в сражениях личное участие, причём собственноручно взял в плен хана, за что был награждён орденом Св. Георгия 3-й ст. (№ 399, 29 октября 1827). Когда мирные переговоры, в ведении которых Сухтелен играл заметную роль, были прерваны, он двинулся к укреплённому городу Ардебилю, вынудил гарнизон капитулировать и 25 января 1828 года занял город. После этого успеха русских шах запросил мира, и 10 февраля в Туркманчае договор был подписан. В числе немногих представителей от России, принимавших участие в выработке окончательных условий мирного договора, был и П. П. Сухтелен. После непродолжительного отдыха в начале мая 1828 года Сухтелен вновь отправляется в действующую армию. Браилов, Шумла, Базарджик, осада Варны — вот этапы последнего его боевого пути. Заслуги Сухтелена в русско-турецкой войне 1828—1829 годов отмечены орденом Св. Владимира II степени и золотой шпагой с бриллиантами и надписью «За храбрость».

### Оренбургский губернатор
21 апреля 1830 года, после краткосрочного заграничного отпуска, генерал-лейтенант Сухтелен назначается Оренбургским военным губернатором и командиром отдельного Оренбургского корпуса. Пятого июня он уже был в Оренбурге.
И тут холера, которая, казалось, уже была побеждена, снова дала о себе знать. На сей раз она была завезена из Персии и проявилась сначала в Астраханской губернии, потом в Уральском казачьем войске.
Для объединения сил к прекращению эпидемии, 29 августа была учреждена Центральная комиссия с большими полномочиями, в помощь оренбургскому военному губернатору придали флигель-адъютанта, Медицинский совет спешно издал наставление о лечении холеры, был усилен контроль за переходом из соседних губерний и из казахских степей, по дорогам открыли летучую почту, бумаги прокалывались и окуривались на карантинных заставах.
Принятыми мерами к январю 1831 года холера была практически прекращена (лишь в соседней Уфимской губернии остались тлеть отдельные очаги), и Сухтелен смог заняться другими, не менее важными делами. Например, управлением казахами (киргизами), на которых новый оренбургский губернатор впервые взглянул под совершенно иным углом зрения, нежели его предшественники: Сухтелен признал, что казахов не следует принуждать к оседлости, более того, они должны быть удержаны в кочевом состоянии, ибо только как кочевой народ они могут быть полезны России, став потребителем российских зерновых продуктов и мануфактурных изделий и оставшись производителем кож и другого животного сырья.
Чтобы урегулировать жизнь казахов, Сухтелен распорядился составить нечто вроде «свода законов», основанного на их обычном праве (предполагалось добавить лишь несколько статей, ограничивающих для кочевников переход к оседлости). Избранный для наблюдения за составлением свода обычаев и правил (закона) казахского народа хан Джангир оказался не в состоянии выполнить это дело: его свод отличался феноменальной бестолковостью, так что ни понять, ни перевести его не было никакой возможности.
Столь же неудачной оказалась предпринятая Сухтеленом попытка впервые применить между казахами оспопрививание.
В соответствии со своим убеждением, что казахи могут быть только кочевниками, а не оседлыми жителями, что хлебопашество им не сродно, но уважая их право на собственные территории, Сухтелен ревниво следил за тем, чтобы казахов не притесняли казаки. Когда уральские казаки попытались распахать земли за Уралом, считавшиеся исконно казахским пастбищным достоянием, Сухтелен яростно воспротивился этому. В дальнейшем, для упорядочения пользования землёй, прилегавшей к оренбургской линии с внешней стороны, он приказал пограничной комиссии разделить всю линию, от Гурьева до Звериноголовской крепости, на 22 киргизские дистанции, и против каждой крепости и против каждого отряда по линии определить местного старшину или почётного казаха — для управления соплеменниками и для соблюдения порядка. Деятельность этих местных старшин должны были контролировать начальники киргизских дистанций, подчинённые в свою очередь султанам-правителям.
Эта мера оказалась соответствующей обстоятельствам и оставалась в силе до 1869 года.
В отношении башкир Сухтелен вполне соглашался с резолюцией Александра I, собственноручно начертавшего на докладе Эссена: «Не лучше ли башкир обратить в казённых поселян». Но предложению графа Сухтелена об обращении большей части башкир в податное состояние, хоть и одобренному правительством, не суждено было осуществиться…
Прибыв в Оренбургский край, Сухтелен обнаружил полный упадок в коннозаводстве и совершенное вырождение породы в Оренбургском казачьем войске. Для устройства конного завода Оренбургское войско располагало земельным участком, но не имело средств на приобретение жеребцов, хотя бы полукровок, и Сухтелен взял на себя хлопоты просить генерала от кавалерии графа Васильчикова, начальника Комитета конских заводов, доложить императору его просьбу о даровании нескольких жеребцов из казённых заводов для казачьих войск Оренбургского края.
В конце января 1832 года стало известно, что государь разрешает выбрать из военно-конских заводов четырнадцать жеребцов крепкого сложения, «имеющих в себе породу, ростом от 2 до 2 1/2 вершков, для улучшения породы лошадей в казачьих войсках Оренбургского края».
Сухтелен постарался поднять у казаков и военное дело: он приказывал собирать их зимой в избы, где инструкторы обучали их поворотам и маршировке, сабельным артикулам отдания чести и приёмам наилучшего потребления их в бою; конным строем и выездкой занимались весной по посеве хлебов, летом бывали большие манёвры.
11 марта 1831 года было получено императорское разрешение на устройство ярмарок в Оренбургской губернии, и Сухтелен постарался сделать всё, чтобы о новой ярмарке узнало как можно больше народу. Приглашения были посланы соседям, губернаторам и генерал-губернаторам в Пермь, Казань, Саратов, Омск, Астрахань, Симбирск, Нижний Новгород…
Преемники Сухтелена не продолжили это перспективное и многообещающее дело, занялись иными проектами.
Плодотворной была и просветительская деятельность Павла Петровича. Вникая в деятельность Неплюевского военного училища, Сухтелен счёл необходимым упорядочить учебный процесс и несколько изменить программу преподававшихся здесь наук, поскольку обучение шести языкам (трём европейским и трём «азиатским») не принесло, как показал опыт, желаемого успеха. Возникла мысль разделить училище на два отделения: европейское и азиатское (соответственно курсам наук). Благодаря идее графа Сухтелена с непосильной, а главное, бесполезной зубрёжкой было покончено.
По ходатайству Сухтелена, 6 декабря 1832 года при Неплюевском училище было открыто особое отделение для дочерей нижних воинских чинов, причисленное к 3-му разряду женских учебных заведений (преобразованное впоследствии в Николаевский институт 2-го разряда). Училище было всесословным, принимало бесплатно пятьдесят учениц — двадцать всякого звания и тридцать дочерей военных — и помещалось в собственном доме, приобретённом губернатором за пять тысяч рублей. Сухтеленом было положено начало научному музею (при Неплюевском военном училище). По замыслу Павла Петровича, музей должен был «вмещать в себе все произведения Оренбургского края: в особенности, заключая также коллекции одежд, оружие и всего, относительно домашнего быта и промышленности разных народов…»
Желая дать для всех племён и сословий Оренбургского края как можно более грамотных и всесторонне образованных людей, граф Сухтелен открыл новые школы в казачьих форпостах и станицах, посылал молодых людей в Петербург для обучения фельдшерскому искусству, направил в Казань четырёх питомцев Неплюевского училища, «родом азиатцев», для получения ими образования в Императорском Казанском университете, а заметив в губернии недостаток людей, знающих гражданскую архитектуру, особенно в станицах, просил войсковую канцелярию изыскать двух сирот для обучения практической архитектуре у оренбургского губернского архитектора.
П. П. Сухтелен добился прекращения ссылки в край осуждённых, содействовал открытию постоянных военных судов при Уральской и Оренбургской войсковых канцеляриях, получил разрешение для казённых крестьян селиться на оренбургской линии с причислением их к «таможенным» казакам, основал военный госпиталь, построил манеж, экзерциргауз и многое другое.
Во всех делах и начинаниях Сухтелена просматривается одна важная черта: он никогда не считал, что администратор, сколь бы искусен он ни был, может добиться сам, единолично, положительных результатов. Он полагал, что только распространение образования, развитие общественного мнения есть залог преуспевания в крае народной жизни. С этой целью граф Сухтелен предполагал издавать в Оренбурге газету, и даже выпустил один её номер («Оренбургские периодические записки»).
Девятого апреля 1832 года «за отлично-усердную службу и неустанные труды по занимаемой должности и за примерную заботливость о благосостоянии вверенного ему края и войск» Павел Петрович Сухтелен был пожалован орденом Св. Александра Невского.
Многим желаниям Сухтелена не суждено было сбыться: внезапная смерть, последовавшая 20 марта (1 апреля) 1833 года, прервала его жизнь. По общему настоянию жителей Оренбурга, тело Павла Петровича погребли в ограде военной Петропавловской церкви, хотя он и был лютеранином.
После смерти графа один из посёлков Уральского казачьего войска и посёлок в третьем военном отделе Оренбургского казачьего войска были названы Сухтеленскими.
Кроме множества полезных дел по благоустройству обширного Оренбургского края, Сухтелен оставил после себя несколько научных и военных трудов, а также краткое жизнеописание генерал-адъютанта Константина Христофоровича Бенкендорфа, написанное по-французски и в русском переводе напечатанное в «Военном журнале». Кроме того, уже значительно позже его смерти, в «Русском архиве» (1876, № 3) появились извлечения «Из записной книжки П. П. Сухтелена — 1816 г.»

## Семья
Сухтелен был женат на графине Варваре Дмитриевне Зубовой (1798—08.08.1880), дочери генерал-майора Дмитрия Александровича Зубова и Прасковьи Александровны Вяземской. Брак был неудачным, супруги жили отдельно. А. Булгаков писал, что бедный Сухтелен имел много досады от своей распутной жены, что сократило ему жизнь; она же скверная, оставив ему дочь, имела других детей от других мужчин. Овдовев, вышла замуж за знаменитого певца Фрица Пикара. Скончалась в Париже, похоронена там же на кладбище Сент-Уэн. Дочь:
- Ольга Павловна (1816—1891), фрейлина императрицы Александры Фёдоровны, по отзыву современника, был очень хорошенькой и интересной особой. В неё был влюблен богач С. Мальцов, но она в 1835 году вышла замуж за кавалергарда Алексея Петровича Бутурлина (1802—1863).

## Память
- Фамилия Сухтелена выгравирована на юбилейной медали «В память 50-летия Корпуса военных топографов», который возглавлял в период 1826—1830 гг., будучи генерал-квартирмейстером Главного штаба.